# Selling
Selling er en by i Østjylland med 649 indbyggere  (2024). Selling er beliggende fire kilometer sydøst for Hadsten og 22 kilometer nord for Aarhus. Byen ligger i Region Midtjylland og tilhører Favrskov Kommune.
Selling er beliggende i Ødum Sogn.